# 里奥德奥罗

西班牙殖民时期的里奥德奥罗（图中下部）

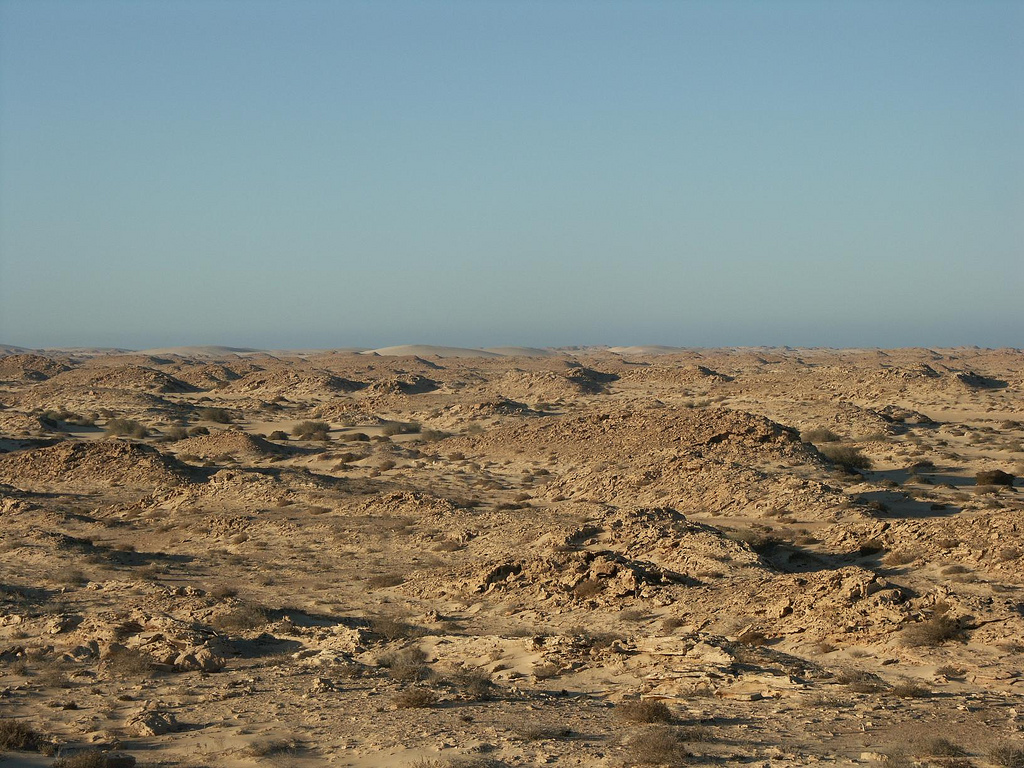
里奥德奥罗地区的荒地景色，临近盖尔盖拉特

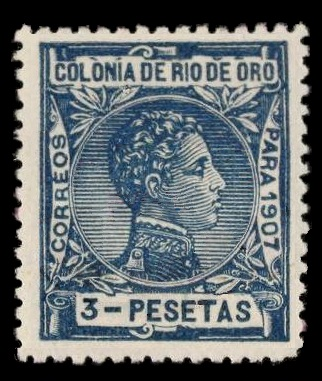
里奥德奥罗1907年的邮票

里奥德奥罗（西班牙語：Río de Oro，意为“金河”；阿拉伯语：‎, wādī-að-ðahab，意译为黄金谷地）是今西撒哈拉南部一地区名，大致位于北纬21° 20'至26°之间，面积约184,000 km（114,000 mi），大约占西撒哈拉的三分之二。“里奥德奥罗”之名可能源自一由东向西的乾谷。
西班牙语名字派生自其前名Rio do Ouro, 是葡萄牙探险家阿方索·贡萨尔维斯·巴尔达亚于1436年命名。1435年，葡萄牙恩里克王子派遣吉尔·埃阿尼什和巴尔达亚前去寻找传说中西非的“金河”。船队沿海岸航行，到达了达赫拉半岛旁的一个海湾。他们认为那便是“金河”的河口（参见塞内加尔河）。虽然周围并没有发现黄金，这个名字沿用以表示海湾及周边的地区。
西班牙于19世纪晚期占领该地，1969年后成为西属撒哈拉的两个组成部分之一（另一个是薩基亞-阿姆拉）。西班牙殖民时期当地的行政中心是西斯內罗斯城（Villa Cisneros），1976年摩洛哥当局将其更名为达赫拉。
一战期间的1914年8月，英国防护巡洋舰HMS Highflyer (1898)在里奥德奥罗海岸攻击了德国客轮SS Kaiser Wilhelm der Grosse，并导致后者沉没。
1975年《马德里协定》签署后，西班牙撤离西撒哈拉，由毛里塔尼亞和摩洛哥分治该地，但这招致西撒人阵的不满。根据摩洛哥和毛里塔尼亚的边界协议规定的分界线在里奥德奥罗的一半位置，摩洛哥占领里奥德奥罗北部和薩基亞-阿姆拉，毛里塔尼亞占领南部，并称其为西提里斯，作为毛里塔尼亞的一个省，首府为达赫拉。在与西撒人阵交战四年后，毛里塔尼亞撤出西提里斯，留下摩洛哥与西撒人阵继续冲突，直到1991年停火。
如今里奥德奥罗被摩洛哥墙分割成两部分，摩洛哥控制墙以西的地方，西撒人阵的阿拉伯撒哈拉民主共和国则控制墙以东的自由區。现在的边界是聯合國西撒哈拉全民投票特派團 (MINURSO) 调解下的暂时边界。